# Tha Yang (huyện)
Tha Yang (tiếng Thái: ท่ายาง) là một huyện (amphoe) ở phía nam của tỉnh Phetchaburi, miền trung Thái Lan.

## Lịch sử
Huyện was Ban đầu có tên là Yang Yong, tên đã được đổi thành to Tha Yang năm 1939.

## Địa lý
Các huyện giáp ranh (từ phía bắc theo chiều kim đồng hồ) là Mueang Phetchaburi, Ban Lat, Kaeng Krachan của tỉnh Phetchaburi, Hua Hin của tỉnh Prachuap Khiri Khan, Cha-am của tỉnh Phetchaburi và vịnh Bangkok.

## Administration
Huyện này được chia thành 12 phó huyện (tambon), các đơn vị này lại được chia ra thành 119 làng (muban).  Tha Yang và Nong Chok là hai thị trấn (thesaban tambon) - Tha Yang nằm trên toàn bộ tambon Tha Yang và một phần của Tha Khoi, còn Nong Chok nằm trên một phần của tambon cùng tên. Có 12 Tổ chức hành chính tambon.
| 1.  | Tha Yang     | ท่ายาง     |  |
| 2.  | Tha Khoi     | ท่าคอย     |  |
| 3.  | Yang Yong    | ยางหย่อง   |  |
| 4.  | Nong Chok    | หนองจอก   |  |
| 5.  | Map Pla Khao | มาบปลาเค้า |  |
| 6.  | Tha Mai Ruak | ท่าไม้รวก   |  |
| 7.  | Wang Khrai   | วังไคร้     |  |
| 11. | Klat Luang   | กลัดหลวง   |  |
| 12. | Puek Tian    | ปึกเตียน    |  |
| 13. | Khao Krapuk  | เขากระปุก  |  |
| 14. | Tha Laeng    | ท่าแลง     |  |
| 15. | Ban Nai Dong | บ้านในดง   |  |

Missing numbers belonged to tambon nay tạo thành huyện Kaeng Krachan.